# Lawrence Nuesslein
Lawrence Adam "Larry" Nuesslein, född 16 maj 1895 i Ridgefield Park i New Jersey, död 10 maj 1971 i Allentown i Pennsylvania, var en amerikansk sportskytt.
Nuesslein blev olympisk guldmedaljör i miniatyrgevär vid sommarspelen 1920 i Antwerpen.